# Ҋ
Ҋ, ҋ (И краткое с хвостиком) — буква расширенной кириллицы. Используется в алфавите кильдинского саамского языка, где является 14-й буквой. Обозначает глухой палатальный аппроксимант [j̊] (глухой [й]).
Вместо Ҋ может использоваться и буква Ј. Последняя была заменена на Ҋ в 1987 году по требованию Министерства просвещения РСФСР, посчитавшего наличие в саамском алфавите «латинского знака» препятствием для его внедрения в школьную практику.